# 38 Brygada Zmechanizowana (Bundeswehra)
38 Brygada Zmechanizowana, (38 Brygada Grenadierów Pancernych „Sachsen-Anhalt“) (niem. Panzergrenadierbrigade 38 „Sachsen-Anhalt“, PzGrenBrig 38) – zmechanizowany związek taktyczny Bundeswehry istniejący od 1 kwietnia 1991 do 20 grudnia 2002, podlegający 13 Dywizji Zmechanizowanej (13. Panzergrenadierdivision). Stacjonował w krajach związkowych Saksonia-Anhalt oraz Turyngia, dowództwo brygady znajdowało się w mieście Weißenfels.

## Historia
Brygada została sformowana 1 kwietnia 1991 w Halle (Saale) jako 38 Brygada Obrony Terytorialnej (Heimatschutzbrigade 38) z części 11 Dywizji Strzelców Zmotoryzowanych (Motorisierte Schützendivision) sił zbrojnych Nationale Volksarmee NRD. Od samego początku brygadę nazwano „Sachsen-Anhalt“ (pl. Saksonia-Anhalt). W roku 1991 dowództwo brygady przeniesiono z Halle (Saale) do miasta Weißenfels. W 1995 przemianowano ją na 38 Brygadę Grenadierów Pancernych (Panzergrenadierbrigade 38).
W 1999, 2001 i 2002 część żołnierzy brygady rozlokowano w Bośni i Hercegowinie (SFOR). Do tego rozformowano 380 kompanię saperów pancernych (Panzerpionierkompanie), 381 batalion grenadierów pancernych (Panzergrenadierbataillon) oraz 385 batalion artylerii bancernej (Panzerartilleriebataillon). 383 batalion pancerny (Panzerbataillon) podporządkowano 12 Brygadzie Pancernej (12 Panzerbrigade), a rozformowany został dopiero 30 czerwca 2007 jako ostatni aktywny oddział wojskowy.  

## Oznaka rozpoznawcza
Oznaka rozpoznawcza brygady jest prawie identyczna z herbem Saksonii-Anhaltu. Została ona uzupełniona o Krzyż Żelazny, symbol Bundeswehry. W górnym polu oznaki widnieje ukośny pasek ozdobiony saksońską rutą. Z lewej jej strony widnieje pruski orzeł, który symbolizuje dawną pruską prowincję Saksonia. W dolnej części oznaki widnieje askański niedźwiedź na murze, jako symbol dawnego państwa Anhalt. 

## Struktura organizacyjna
| Organizacja PzGrenBrig 38                                      | Organizacja PzGrenBrig 38    |
| Pododdział                                                     | Miejsce stacjonowania        |
| -------------------------------------------------------------- | ---------------------------- |
| Dowództwo brygady                                              | Weißenfels                   |
| 380 pancerna kompania saperów (Panzerpionierkompanie)          | Weißenfels                   |
| 380 pancerna kompania rozpoznawcza (Panzeraufklärungskompanie) | Gotha                        |
| 380 kompania przeciwpancerna (Panzerjägerkompanie)             | Weißenfels                   |
| 381 batalion grenadierów pancernych (Panzergrenadierbataillon) | Bad Frankenhausen/Kyffhäuser |
| 383 batalion pancerny (Panzerbataillon)                        | Bad Frankenhausen/Kyffhäuser |
| 385 batalion artylerii pancernej (Panzerartilleriebataillon)   | Weißenfels                   |

## Dowództwo
| Lp. | Imię i nazwisko         | Okres                               |
| --- | ----------------------- | ----------------------------------- |
| 1.  | gen. bryg. Fritz Eckert | 1 grudnia 1990 – 23 lipca 1991      |
| 2.  | płk Christian Millotat  | 1 lipca 1991 - 31 marca 1994        |
| 3.  | płk Rolf Schneider      | 1 kwietnia 1994 – 29 września 1995  |
| 4.  | płk Peter Nagel         | 29 września 1995 – 25 września 1998 |
| 5.  | płk Alois Bach          | 25 września 1998 – 31 grudnia 2002  |